# Солодушино
Солодушино — село в Николаевском районе Волгоградской области России, административный центр и единственный населённый пункт Солодушинского сельского поселения.
Население — 1401 (2021) человек.

## История
Основано в начале XVIII века. Первоначально имело статус хутора. В середине XVIII века население хутора пополняется за счёт переселенцев с Украины. Жители занимались главным образом соляным извозом и скотоводством. В 1756 году был построен православный Покровский храм. По состоянию на 1859 год хутор Солодушин относился к Царевскому уезду Астраханской губернии. В хуторе имелся 81 дворов, проживало 869 жителей (447 мужчин и 424 женщины).
В 1898 году в селе было построено деревянное здание школы с тремя классными комнатами и учительской-канцелярией. По состоянию на 1900 год село относилось к Кисловской волости, в селе имелось одноклассное училище. Согласно Памятной книжке Астраханской губернии на 1914 год в селе проживали 1495 душ мужского и 1532 женского пола.
В 1919 году село в составе Царевского уезда включено в состав Царицынской губернии. В 1928 году село включено в состав Николаевского района Нижне-Волжского края (с 1934 года — Сталинградского края, с 1936 года — Сталинградской области). В 1929 году организован колхоз «Великий Октябрь». В 1932 году была разрушена церковь.
Во второй половине 1950-х годов село было перенесено на новое место.

## Физико-географическая характеристика
Село расположено в Заволжье, в пределах Прикаспийской низменности, на высоте около 30 метров выше уровня мирового океана. Первоначально село располагалось на левом берегу Волги. В настоящее время село расположено восточнее старого места, на восточном берегу Волгоградского водохранилища, между сёлами Очкуровка и Кислово. Рельеф местности равнинный, в прибрежной полосе Волгоградского водохранилища развита овражно-балочная сеть. Почвы каштановые. Почвообразующие породы — пески.
По автомобильной дороге расстояние до областного центра города Волгограда составляет 170 км, до районного центра города Николаевск — 13 км. Близ села проходит региональная автодорога Астрахань — Волжский — Энгельс — Самара.
Климат
Климат континентальный, засушливый (согласно классификации климатов Кёппена-Гейгера — Dfa). Среднегодовая температура воздуха положительная и составляет +7,4 °C, средняя температура самого холодного месяца января — 9,0 °C, самого жаркого месяца июля +23,4 °C. Расчётная многолетняя норма осадков — 381 мм. Наименьшее количество осадков выпадает в марте (21 мм), наибольшее в июне (46 мм).
Часовой пояс
Солодушино, как и вся Волгоградская область, находится в часовой зоне МСК (московское время). Смещение применяемого времени относительно UTC составляет +3:00.

## Население
| 1859 | 1883 | 1897 | 1904 | 1914 | 1987 | 2002 |
| ---- | ---- | ---- | ---- | ---- | ---- | ---- |
| 869  | 1417 | 1858 | 2007 | 2215 | 1200 | 1473 |

| 2010  | 2012  | 2013  | 2014  | 2015  | 2016  | 2017  |
| ----- | ----- | ----- | ----- | ----- | ----- | ----- |
| 1588  | ↘1561 | ↘1552 | ↘1537 | ↗1547 | ↘1512 | ↘1502 |
| 2018  | 2019  | 2020  | 2021  |       |       |       |
| ↘1463 | ↗1516 | ↘1402 | ↘1401 |       |       |       |